# Brunnsta, Håbo kommun
Brunnsta är en småort i Håbo kommun, belägen omkring fem kilometer nordväst om Bålsta. Orten genomkorsas av länsväg C 543.
Byn omtalas första gången 1292, som 'finuidus de brunnstae'. Byn har en gammaldags prägel, vilket bland annat visar sig i att nästan alla hus är röda med vita knutar, men det finns även två gula tegelhus. Brunnsta Gård ligger inom orten. Varje december arrangeras en julmarknad i Brunnsta.